# Aspidoras velites
Aspidoras velites är en fiskart som beskrevs av Britto, Lima och Moreira 2002. Aspidoras velites ingår i släktet Aspidoras och familjen Callichthyidae. Inga underarter finns listade.